# Apanteles kurosawai
Apanteles kurosawai är en stekelart som beskrevs av Watanabe 1940. Apanteles kurosawai ingår i släktet Apanteles och familjen bracksteklar. Inga underarter finns listade i Catalogue of Life.